# 1714 en droit
Cet article présente les faits marquants de l'année 1714 en droit.

## Événements
- 28 février, Inde : traité de Valvan (près de Lonavla) entre Balaji Vishwanath et le gouverneur moghol du Dekkan[1]. La domination Marathe s’étend sur tout le Dekkan. En échange Shahu (en) doit fournir 15 000 cavaliers aux Moghols, payer un tribut annuel et maintenir l’ordre[2].
- 6 mars : traité de Rastatt entre la France et l’empereur, marquant la fin de la guerre de Succession d'Espagne[3]. Il confirme les dispositions de Ryswick. L’empereur reçoit les Pays-Bas, le Milanais, Naples et la Sardaigne au détriment de l’Espagne. Philippe V est reconnu comme roi d’Espagne moyennant sa renonciation à la couronne de France. Le Luxembourg passe sous le contrôle des Habsbourg d'Autriche.

- 11 mars (28 février du calendrier julien[4]) : édit instaurant l’instruction obligatoire et gratuite en Russie[5]. La mesure n’est appliquée qu’aux enfants des diacres et des prêtres.

- 23 mars : oukase sur les majorats en Russie[6]. Nouveau statut de la noblesse : généralisation du pomiestié (fusion de l’ancien patrimoine héréditaire - votchina - et de l’ancien bénéfice - pomiestié). Tous les domaines de la noblesse sont désormais octroyés, mais ils sont héréditaires et inaliénables. Instauration de la règle de l’héritier unique aux choix du testateur. Le jeune noble doit obligatoirement savoir lire et écrire pour pouvoir se marier. Il ne peut devenir officier sans passer par l’école du soldat.

- 26 juin : traité d'Utrecht entre Espagne et Provinces-Unies.

- 7 septembre : traité de Baden (1714), en Argovie entre la France et l’empire, qui confirme celui de Rastatt.

## Décès
- 10 avril : Gottlieb Gerhard Titius, jurisconsulte allemand (° 5 juin 1661).